# Marius Urzică
Marius Daniel Urzică, (Topliţa, 30 de setembro de 1975) foi um ginasta que competiu em provas de ginástica artística pela Romênia.
Marius iniciou sua carreira nacional aos dezesseis anos, no Campeonato Bálcãs Júnior, no qual encerrou em sétimo lugar após as provas do concurso geral. Em 1993, estreou no Campeonato Europeu Júnior, conquistando o ouro no cavalo com alças e a quarta colocação no individual geral. No ano seguinte, saiu-se campeão novamente do cavalo com alças, agora na categoria sênior, ao disputar o Campeonato Europeu e o Campeonato Mundial.
Entre os maiores arquivamentos de seus treze anos como ginasta, Urzică conquistou quatro medalhas em três edições olímpicas - entre 1996 e 2004 -, saindo-se campeão do cavalo com alças, nos Jogos de Sydney, em 2000.
 Em mundiais, foram quatro as conquistas, com um tricampeonato no mesmo aparelho, e, em Europeus, foram mais quatro medalhas e um novo tricampeonato. Em 2005, após o Mundial de Melbourne, o atleta aposentou-se da modalidade. Após afastar-se das competições, passou a lecionar Educação Física em Bucareste.